# Episodi di The Good Fight (terza stagione)
La terza stagione della serie televisiva The Good Fight è stata trasmessa dal servizio di video on demand CBS All Access dal 14 marzo 2019.
In Italia la stagione è stata trasmessa dal 15 maggio al 17 luglio 2019 con un episodio a settimana ogni mercoledì su TIMvision.
Michael Sheen entra nel cast con il ruolo ricorrente dell'avvocato Roland Blum.
La terza stagione vede l'introduzione di elementi musicali. In alcuni episodi i personaggi (in differenti contesti, nella loro realtà o nella loro immaginazione) cantano o canticchiano brani musicali di vario genere. In altri si aprono brevi siparietti animati in cui la canzone di accompagnamento serve ad illustrare satiricamente qualche elemento appartenente alla trama; l'edizione italiana ha sottotitoli italiani per i versi dei brani.
Con il decimo ed ultimo episodio della stagione escono dal cast principale Rose Leslie (Maia Rindell) e Michael Sheen (Roland Blum).
| nº | Titolo originale                             | Titolo italiano                                          | Pubblicazione USA | Pubblicazione Italia |
| -- | -------------------------------------------- | -------------------------------------------------------- | ----------------- | -------------------- |
| 1  | The One About the Recent Troubles            | Quello ispirato da recenti problemi                      | 14 marzo 2019     | 15 maggio 2019       |
| 2  | The One Inspired by Roy Cohn                 | Quello ispirato da Roy Cohn                              | 21 marzo 2019     | 22 maggio 2019       |
| 3  | The One where Diane Joins the Resistance     | Quello in cui Diane si unisce alla resistenza            | 28 marzo 2019     | 29 maggio 2019       |
| 4  | The One with Lucca Becoming a Meme           | Quello in cui Lucca è diventata un meme                  | 4 aprile 2019     | 5 giugno 2019        |
| 5  | The One where a Nazi Gets Punched            | Quello in cui un nazista viene picchiato                 | 11 aprile 2019    | 12 giugno 2019       |
| 6  | The One with the Celebrity Divorce           | Quello con il divorzio della Celebrity                   | 18 aprile 2019    | 19 giugno 2019       |
| 7  | The One where Diane and Liz Topple Democracy | Quello in cui Liz e Diane hanno rovesciato la democrazia | 25 aprile 2019    | 26 giugno 2019       |
| 8  | The One where Kurt Saves Diane               | Quello in cui Kurt salva Diane                           | 2 maggio 2019     | 3 luglio 2019        |
| 9  | The One where the Sun Comes Out              | Quello in cui spunta il sole                             | 9 maggio 2019     | 10 luglio 2019       |
| 10 | The One About the End of the World           | Quello sulla fine del mondo                              | 16 maggio 2019    | 17 luglio 2019       |

## Quello ispirato da recenti problemi
- Titolo originale: The One About the Recent Troubles
- Diretto da: Robert King
- Scritto da: Robert King e Michelle King

### Trama
Lo Studio "Reddick, Boseman & Lockhart" sta rinnovando il proprio sito web. Marissa e Jay realizzano videointerviste da inserire nella sezione dedicata a Carl Reddick, il defunto socio fondatore; si rivolgono a quanti hanno collaborato con lui in passato, con l'intenzione di raccogliere ricordi ed elogi, ma quando intervistato Cynthia Cromley, segreteria di Carl per quindici anni, si trovano di fronte ad un enorme problema: sopraffatta dall'emozione, la donna racconta di essere stata molestata da Reddick per la sua intera vita lavorativa.
Subito informato, Adrian requisisce il video e chiede discrezione. Informa a sua volta Diane, ma evita di fare lo stesso con Liz perché sa che la ex moglie sarà devastata dalla notizia. Tuttavia Liz non tarda ad accorgersi che qualcosa non va, anche perché i soci hanno iniziato a discutere tra loro il modo migliore per arginare la valanga: si potrebbe ammettere la cosa, rendendola pubblica, ma Carl è un'icona dei diritti civili e il danno di immagine sarebbe enorme. Si preferisce dunque pensare ad un indennizzo per Cynthia, che in cambio dovrebbe firmare un NDA, ovvero un accordo di non divulgazione.
Vengono programmati corsi interni antimolestie, ma la situazione si complica quando si scopre che anche Wendy, la stenografa dello Studio, è stata per anni vittima di Carl. Alla fine Adrian è costretto ad informare Liz, la cui reazione è quella temuta: l'ammirazione per il padre si muta in risentimento e le giustificazioni sempre addotte da Carl per la sua dedizione al lavoro, a scapito della famiglia, sembrano assumere squallidi significati. Adrian cerca di consolarla, ma Liz inizia a chiedersi se lui fosse al corrente della situazione; Adrian nega e malgrado tutto afferma di continuare ad essere grato a Carl per averlo aiutato e per essere stato il suo mentore.
Delusa e rabbiosa, Liz insiste per occuparsi in prima persona dei risarcimenti. Cynthia accetta di firmare l'accordo, Wendy invece rifiuta l'indennizzo perché non desidera che la figura di Carl venga minimamente intaccata. Recuperata un po' di calma, Liz si dice che ora lo Studio avrà un nuovo inizio. Tuttavia incarica Marissa di fare ricerche sull'eventuale esistenza di donne abusate da Carl dentro o fuori dallo Studio; in breve tempo la ragazza riesce a mettere insieme un corposo dossier e Liz entra in possesso dell'unica copia.
Per via dello scandalo che ha coinvolto la sua famiglia, il nuovo sito web dello Studio non conterrà la scheda biografica di Maia, malgrado la ragazza sia ormai un'associata del terzo anno. Abbattuta e depressa, Maia si sente esclusa; trova conforto solo in Marissa che la esorta ad essere più incisiva, più sicura di sé, e le insegna alcuni atteggiamenti che possano metterla in posizione di vantaggio con gli interlocutori. La cosa sembra funzionare tanto che Maia finisce per creare un sito tutto suo. E quando la giornalista televisiva Naomi Nivola si mette ad indagare sul ruolo che lo Studio, con Tom e Jerry, ha avuto nella chiusura del blog collegato al Movimento Me Too, è Maia a consigliare che la cosa venga semplicemente ammessa: i soci non erano d'accordo ma lo "hanno fatto perché potevano".
Kurt e Diane sono tornati insieme, ma non tutto fila liscio. Kurt è evasivo su chi sia stato di recente con lui al poligono di tiro e Diane ha trovato capelli estranei sui suoi abiti; Kurt inoltre si prepara a partire per accompagnare alcuni clienti ad un safari e si limita ad affermare che si tratta di lavoro, un'attività per cui verrà ben pagato. Poiché Diane si mostra restia ad accontentarsi di rivelazioni così generiche, alla fine Kurt è costretto ad ammettere che i suoi clienti sono Eric e Donald Jr., i figli maggiori del Presidente. La politica non c'entra ma ha taciuto perché sapeva che la moglie si sarebbe alterata. 
Diane infatti è molto arrabbiata, ma diventa addirittura furibonda quando di lì a qualche giorno Kurt torna in anticipo dal safari: è stato accidentalmente ferito con una fucilata alla spalla e Diane scopre che è stato portato in ospedale solo dopo quarantotto ore. Ovviamente Kurt ha firmato un NDA dunque non può raccontare ciò che è accaduto; Diane però, analizzando anche le disgustose foto del safari comparse sui social media, crede di poter concludere che il colpevole sia Eric. Per sfogare il proprio livore pensa di prendere di nuovo contatto con Tara, la ex pornostar: divulgare la notizia dell'aborto a cui la donna è stata costretta farebbe perdere a Trump il sostegno della Destra cristiana. E forse Naomi Nivola sarebbe interessata allo scoop.
Nel frattempo allo Studio si pensa di affidare a Lucca la sezione divorzi.
- Altri interpreti: Gary Cole (Kurt McVeigh), Regina Taylor (Cynthia Cromley), Keesha Sharp (Naomi Nivola), Alex Hunt (Roger), Shamika Cotton (Wendy), Taylor Louderman (Tara Stokes), Bill Dawes (Jason Hardy), Brenda Braxton (Madeline Gilford), Keith Randolph Smith (John), Joniece Abbott-Pratt (Monique Cromley), Tyrone Mitchell Henderson (Barry Poe), Andrea Martin  (Francesca Lovatelli)

## Quello ispirato da Roy Cohn
- Titolo originale: The One Inspired by Roy Cohn
- Diretto da: Frederick E. O. Tour
- Scritto da: William Finkelstein
- Altri interpreti: Gary Cole (Kurt McVeigh), Sean Patrick Thomas (Geoffrey Payton), Richard Kind (giudice Alan Davies), Chris Butler (Matan Brody),  Taylor Louderman (Tara Strokes), Solea Pfeiffer (Enid Blyton), Jeremy Glazer (Avery Ward), Ash Christian (David Howell), Andrew Weems (Grady Burkhardt), Louis Ozawa (Oshito), Andrea Martin (Francesca Lovatelli), Gregory Porter Miller (Roger Repace), Stephen Hu (Zhang Wei), James Anthony McBride (Chris Colman)

## Quello in cui Diane si unisce alla resistenza
- Titolo originale: The One where Diane Joins the Resistance
- Diretto da: Brooke Kennedy
- Scritto da: Jonathan Tolins
- Altri interpreti: Aaron Tveit (Spencer Zschau), Katie Finneran (Valerie Peyser), Tamberla Perry (giudice Charlotte Hazlewood), Sean Patrick Thomas (Geoffrey Payton), Michael Urie Stephen Dinovera, Maulik Pancholy (Dev Jain), Wendell B. Franklin (capitano Ian Lawrence), Anthony DeSando (detective Hedren), William Finkelstein (giudice Simon Kassovitz), Kate Shindle (Rachelle Max), Lauren Patten (Polly Dean), McCaleb Burnett (Topher Nourizadeh)

## Quello in cui Lucca è diventata un meme
- Titolo originale: The One with Lucca Becoming a Meme
- Diretto da: Nelson McCormick
- Scritto da: Jaquelyn Reingold

### Trama
Maia è sotto esame a causa dell'arresto per possesso di stupefacenti: ha tentato di spiegare l'accaduto ed ha ripagato la vetrata e il computer che ha distrutto, ma alcuni soci sono ancora favorevoli al suo licenziamento. Una decisione definitiva verrà presa dopo i risultati di un test antidroga a cui Maia dovrà sottoporsi. Il test preoccupa Maia per via del Fentanyl che ha assunto pochi giorni prima: teme di non averlo ancora interamente smaltito per cui, con la complicità di Marissa, consegna per l'analisi un falso campione di urina. Alla fine comunque il risultato non conclusivo del test pesa solo parzialmente sulla decisione del comitato disciplinare interno che con sei voti contro cinque, e Adrian astenuto, si pronuncia per il licenziamento. Spetta a Diane lo sgradevole compito di informare Maia.
Marissa sta ancora lavorando come consulente per Julius, impegnato a farsi nominare giudice federale. La loro assidua frequentazione suscita qualche curiosità all'interno dello Studio, ma causa anche problemi per entrambi: durante uno dei colloqui esplorativi Brock Peters chiede a Julius  di licenziare Marissa, troppo legata alla figura del padre Eli Gold, noto avversario dei Repubblicani. E Marissa per parte sua riceve la visita di un irritato Frank Landau che le rimprovera aspramente l'aiuto prestato a Julius Cain, un conservatore di ferro. Marissa però ne difende l'onestà e rifiuta di abbandonarlo. Anche Julius rifiuta di disfarsi della sua ottima consulente e per questo verrà probabilmente silurato.
Lucca rimane vittima di uno spiacevole equivoco. Ha portato Joseph al parco e lì una donna, fraintendendo e prendendo troppo alla lettera alcune sue battute, conclude che Lucca abbia rapito il bambino. Viene chiamata la polizia e prima che l'equivoco sia chiarito scoppia un alterco che viene filmato e che naturalmente finisce in Rete. In seguito alla pubblicazione del video che sembra accusarla, Lucca inizia a ricevere sgradevoli messaggi; tenta di minimizzare ma poi è costretta a riconoscere che le minacce, in gran parte a sfondo razziale, sono preoccupanti.
Jay, che per precauzione la affiancherà per un po', fa notare a Lucca che in realtà le questioni razziali spuntano di continuo attorno a loro: lo Studio ad esempio è in espansione e sta assumendo più avvocati bianchi a cui in genere vanno gli uffici migliori e le paghe più alte. Lui stesso non ha avuto un grosso aumento come Marissa, benché la sua esperienza di investigatore sia di gran lunga maggiore. Colpita, Lucca chiede a Jay dati precisi e scopre che le cose stanno davvero come le è stato accennato.
Jay si lamenta della situazione anche con Adrian ma quest'ultimo rifiuta la motivazione razziale. Dice che semplicemente si tratta di capitalismo: gli uomini (non le donne) e i bianchi (non i neri) sono favoriti, vanno incentivati perché sono loro che non avrebbero difficoltà a spostarsi per lavorare altrove. A suo parere bisogna operare per il futuro, e intanto lo Studio deve essere tenuto a galla. Jay non è convinto e di lì a poco fa in modo che sul circuito interno dell'ufficio vada online una lista con i guadagni dei singoli avvocati: le disparità sono evidenti, e non mancano di provocare proteste ed un certo fermento.
Liz è entrata nel gruppo di resistenza accanto a Diane. Si studiano nuove strategie per incrementare il numero dei voti democratici e Isabella commenta che sarebbe necessario un "effetto Swift" ovvero la ricerca di un'influencer che, come ha fatto nel recente passato Taylor Swift con uno dei suoi appelli, riesca a richiamare una significativa quantità di voti. Una buona scelta potrebbe essere la cantante Sabrina Wynne, molto popolare negli Stati da loro individuati come cruciali per il sorpasso elettorale.
Sabrina è cliente di Adrian e poco tempo dopo si presenta allo Studio accompagnata dal suo manager. Liz e Diane sospettano che l'arrivo della cantante non sia una coincidenza e ne hanno conferma quando la ragazza spiega il motivo che l'ha condotta lì: è entrata in circolazione una sua foto falsificata da cui sembra di poter chiaramente dedurre il suo appoggio ai Whiters della Nuova Destra. Un suo fansite l'ha pubblicata, esortandola invece a schierarsi contro.
Sabrina però vuole rimanere neutrale; per lei conta solo la musica non la politica, quindi rifiuta di prendere posizione in un senso o nell'altro. È poi costretta a recedere dalla propria decisione e a rinunciare alla neutralità quando da Destra inizia un feroce attacco contro sua sorella, che sta affrontando la difficile esperienza del cambiamento di sesso. Liz e Diane non tardano a scoprire che dietro l'operazione che con provocazioni ed hackeraggi ha costretto Sabrina a schierarsi c'è la regia di Rachelle. Pur non approvando i metodi del gruppo di resistenza, entrambe decidono di restare a farne parte.
- Altri interpreti: Mackenzie Mauzy (Sabrina Wynne), Mike Pniewsky (Frank Landau), Lauren Patten (Polly Dean), Kate Shindle (Rachelle Max), David Christopher Wells (Brock Peters), Christina Jackson (Rosalyn Brock), Eboni Booth (Isabella Burns)

## Quello in cui un nazista viene picchiato
- Titolo originale: The One where a Nazi Gets Punched
- Diretto da: Jim McKay
- Scritto da: Tegan Shohet

### Trama
Lo Studio è ancora in agitazione: il licenziamento di Maia non viene accettato da tutti e la questione dell'eventuale parità salariale richiederebbe un enorme stanziamento di fondi. Anche l'assunzione di Sunny De Fina, una consulente psicologica, non sembra apportare miglioramenti significativi nei rapporti interni.
Un problema ancora più grave si profila quando Julius, Adrian e Diane scoprono che Roland Blum è riuscito ad inserirsi in uno dei più importanti casi di cui si stanno occupando: quello che coinvolge "Second Helix", una società che ha condiviso con le assicurazioni informazioni sanitarie che non hanno permesso ai clienti di stipulare polizze e quindi di difendere la propria salute. Blum ha ottenuto la firma di ventuno clienti ed ha aperto a loro nome una class action, diventando di fatto co-legale nel procedimento. Diane contatta i ventuno firmatari e scopre che Blum ha ottenuto l'incarico promettendo una soluzione in quarantotto ore, mentre la causa è in atto da circa due anni e mezzo. In sostanza Blum vuole intimidire la controparte, abbreviando i tempi per forzarla ad un cedimento.
È probabile che Blum si sia impadronito di una lista clienti dello Studio quando Diane lo ha sorpreso a frugare nel suo ufficio, quindi Marissa viene incaricata di seguirlo e di controllarlo a vista ogniqualvolta Blum si trovi all'interno dello Studio stesso. In aula Blum non rinuncia alle proprie spiazzanti tattiche, al teatro esagerato, e come aveva già fatto in passato si spinge a presentare suoi collaboratori come falsi testimoni: durante una delle udienze il suo dietologo viene spacciato come un dirigente assicurativo "pentito" e disposto a testimoniare contro "Second Helix".
Adrian gli vieta questi dannosi trucchetti e assieme ai soci si dà da fare per ottenere risultati di ben altro livello. Dapprima chiedono parte dei profitti derivanti da un farmaco per la SLA che, come ha ammesso la signora Novak, amministratore delegato di "Second Helix", è stato elaborato basandosi proprio sui dati sanitari dei clienti. Infine ottengono la vittoria dimostrando che i clienti non hanno mai ceduto volontariamente i loro dati. L'accordo infatti non è cartaceo bensì online, e il sito non presenta il vero e proprio contratto ma solo la creazione di un account da cui i dati vengono scaricati in automatico. Alla fine l'avvocato Andrews accetta per "Second Helix" l'accordo che prevede un altissimo risarcimento. I soci però dovranno impegnarsi a collaborare al fianco di Andrews nelle altre class actions che la società sta per affrontare: saranno insomma vincolati a non agevolare altri verdetti come quello che hanno appena ottenuto. Adrian non avrebbe nulla da obiettare, non fosse per il fatto che la proposta li obbligherà a lavorare ancora con Blum: al pari degli altri, non può certo essere lasciato libero di agire.
Dopo il licenziamento Maia ha iniziato a lavorare per "Consult a Lawyer", un servizio telefonico di consulenza legale: è uno squallido passo indietro per la sua carriera. Arrabbiata e delusa, finisce per respingere anche Lucca, che aveva cercato di riavvicinarsi a lei.
Adrian e il giudice Charlotte Hazlewood hanno iniziato una passionale relazione. Adrian cerca di farsi aiutare da lei per liberarsi di Blum, ma la donna rifiuta: afferma che Blum è una cattiva persona, lo ha conosciuto in passato a New York. Era abituato a fare favori e ad esigere di essere ricambiato: non è qualcuno che si voglia contrastate a cuor leggero.
Nel frattempo Jay e Lucca sono stati inviati come rappresentanti democratici di lista per un'elezione straordinaria che si tiene fuori città; si chiedono se la cosa non sia stata organizzata con l'intento di allontanarli per un po' dallo Studio. Sul posto fanno la conoscenza di Gordon e Kimberly, i rappresentanti repubblicani, e con loro non mancano di intavolare accese discussioni su vari temi politici. Sostanzialmente però lo scrutinio si svolge con tranquillità, finché fuori dal seggio iniziano a radunarsi i cosiddetti "gilet rossi", estremisti di destra la cui presenza intimidisce gli elettori. Alcuni se ne vanno, rinunciando a votare.
Jay informa Naomi Nivola (con la quale ha da un po' iniziato una relazione) e la giornalista si precipita per organizzare un servizio. Lucca invece, tramite Diane, fa avere al gruppo di resistenza le foto dei neonazisti, due dei quali vengono identificati come noti pedofili e subito denunciati.
Nei bagni del seggio Jay, provocato dal portavoce dei "gilet rossi", lo colpisce con un pugno e lo atterra. Potrebbe essere nei guai, ma Gordon lo copre. Mentre all'esterno scoppia una gigantesca rissa, Jay si pone alcune domande: è stato abituato ad evitare la violenza, a difendersi ma non ad attaccare; quindi è giusto colpire un nazista? Si risponde che sì, ad un certo punto lo è.
- Altri interpreti: Keesha Sharp (Naomi Nivola), Kurt Fuller (giudice Peter Dunaway), Tamberla Perry (giudice Charlotte Hazlewood), Lauren Patten (Polly Dean), John Glover (Jared Andrews), Ward Horton (Gordon), Paton Ashbrook (Kimberly), Emily Shaffer (Sunny De Fina)

## Quello con il divorzio della Celebrity
- Titolo originale: The One with the Celebrity Divorce
- Diretto da: Tess Malone
- Scritto da: Davita Scarlett
- Altri interpreti: Mike Colter (Lemond Bishop), Brooke Smith (Zelda Raye), Gina Gershon (Melania Trump), Kate Shindle (Rachelle Max), Lauren Patten (Polly Dean), Brenda Braxton (Madeline Gilford), Phillip James Brannon (Kevin Walker), Meredith Holzman (Joann), Tituss Burgess (Wade V.)

## Quello in cui Liz e Diane hanno rovesciato la democrazia
- Titolo originale: The One where Liz and Diane Topple Democracy
- Diretto da; Brooke Kennedy
- Scritto da: Aurin Squire
- Altri interpreti: Regina Taylor (Cynthia Cromley), Kathy Najimy (giudice Gayle Eno), Tamberla Perry (giudice Charlotte Hazlewood), Kate Shindle (Rachelle Max), Lauren Patten (Polly Dean), Meredith Holzman (Joann), Nicole Lewis (Mona), Stephanie Kurtzuba (Olivia Suconik), Tyrone Mitchell Henderson (Barry Poe), Gary Carr (sé stesso)

## Quello in cui Kurt salva Diane
- Titolo originale: The One where Kurt Saves Diane
- Diretto da: Félix Enríquez Alcalá
- Scritto da: Laura Marks
- Altri interpreti: Alan Alda (Solomon Waltzer), Gary Cole (Kurt McVeigh), John Cameron Mitchell (Felix Staples), Andrea Anders (Sheryl Lamore), Michael Urie (Stephen Dinovera), Gary Carr (sé stesso), Roger Bart (Brad Cayman), Kate Shindle (Rachelle Max), Lauren Patten (Polly Dean), Eboni Booth (Isabella Burns), Meredith Holzman (Joann)

## Quello in cui spunta il sole
- Titolo originale: The One where the Sun Comes Out
- Diretto da: Brooke Kennedy
- Scritto da: Eric Holmes
- Altri interpreti: Cheryl Hines (Brenda Decarlo), Andrea Anders (Sheryl Lamore), Lauren Patten (Polly Dean), Kate Shindle (Rachelle Max), Eboni Booth (Isabella Burns), Nick Mills (Michael Tyrek), Michael Bradley Cohen e Marina Shay (associati), Michael Crane (Spencer Marsh)

## Quello sulla fine del mondo
- Titolo originale: The One About the End of the World
- Diretto da: Brooke Kennedy
- Scritto da: William Finkelstein e Jonathan Tolins
- Altri interpreti: Gary Cole (Kurt McVeigh), Tamberla Perry (giudice Charlotte Hazlewood), Chris Sullivan (giudice Dash Toosi), John Earl Jelks (Perry Cardwell), Daniel Davis (professor Harrison), Michael Sean McGuinness (Terrence Parnell), Brenda Braxton (Madeline Gilford), Kate Shindle (Rachelle Max)